# Nájemní dům Jaroslava a Libuše Nachtigalových
Nájemní dům Jaroslava a Libuše Nachtigalových stojí v ulici Kardinála Berana č.p. 15 na plzeňském Jižním Předměstí. Vystavěn byl roku 1939 podle projektu architekta Václava Neckáře pro rodinu krejčího a majitele galanterie Jaroslava Nachtigala. Budova vyniká ve svém průčelí funkcionalisticky pojatými abstraktními hranolovými hmotami a kontrastem různě barevných ploch. Od 26. června 2001 je objekt chráněn jako kulturní památka.
Jedná se o činžovní čtyřpatrový dům s obytným podkrovím a plochou střechou, sloužící jako sluneční terasa, který si v tehdejší Škodově ulici (dnes ulice Kardinála Berana) nechali vystavět Nachtigalovi. Projektu se ujal architekt Václav Neckář a stavitelem se stal Rudolf Pěchouček. Rodina mohla průběhu stavby neustále dohlížet, jelikož bydlela v téže ulici. Po dokončení stavby se rodina přestěhovala do luxusního bytu v prvním podlaží, jež na rozdíl od ostatních bytových jednotek disponoval etážovým topením. V činžovním domě se mj. také nacházel nákladní výtah na uhlí.
Veškeré obytné prostory v domě s četnými balkony a rozměrnými okny byly situovány směrem do klidného dvora, do ulice zas kuchyně a pokoje domácího personálu. Celé první patro zaujímal byt investorů, další patra měla po dvou bytových jednotkách.
V řadě bytových domů v ulici se Neckářův projekt vyjímá arkýřem ve tvaru trojramenného kříže, jenž vystupuje z osy domu. Jeho středem prochází trojice prosklených ploch, osvětlujících schodišťovou halu. Vrchol arkýře, jehož stěna je obložena keramickými dlaždicemi, kontrastujícími s tmavší domovní fasádou, je v úrovni třetího patra upraven na balkony.